# Prijevoj Roncesvalles
Prijevoj Roncesvalles  ili prijevoj Ibañeta (španjolski: Puerto de Ibañeta, baskijski: Ibañetako Mendatea, francuski: Col de Roncevaux,  na nadmorskoj visini 1057 m) je visoki planinski prolaz u Pirenejima u blizini granice između Francuske i Španjolske. Prolaz je sam u potpunosti u Španjolskoj točnije u Navari, dva kilometra udaljen od sela Roncesvalles (baskijski:“Orreaga“).

## Smještaj
Prijevoj je smješten između gradova Roncesvalles i Luzaide/Valcarlos u Navari, na sjeveru Španjolske. Najbliži grad u Francuskoj je Saint-Jean-Pied-de-Port, na udaljenosti od oko 8 km od španjolske granice. Obično je bio važna točka na hodočasničkom putu sv. Jakova. 
Put preko prijevoja počinje od Lintzoaina na španjolskoj strani i od Saint-Jean-Pied-de-Port na francuskoj strani. 
Prijevoj dijeli dolinu rijeke Nive na sjeveru od doline Irati na jugu.

## Vanjske poveznice
|  | Zajednički poslužitelj ima još gradiva o temi Prijevoj Roncesvalles |